# Бонам (Тексас)
Бонам (енгл. Bonham) град је у америчкој савезној држави Тексас. По попису становништва из 2010. у њему је живело 10.127 становника.

## Демографија
Према попису становништва из 2010. у граду је живело 10.127 становника, што је 137 (1,4%) становника више него 2000. године.
| Група             | 2000.         | 2010.         |
| Белци             | 7.205 (72,1%) | 6.831 (67,5%) |
| Афроамериканци    | 1.675 (16,8%) | 1.500 (14,8%) |
| Азијати           | 48 (0,5%)     | 45 (0,4%)     |
| Хиспаноамериканци | 874 (8,7%)    | 1.560 (15,4%) |
| Укупно            | 9.990         | 10.127        |